# Вельовесь (Любінський повіт)
Вельовесь (пол. Wielowieś, нім. Bielwiese) — село в Польщі, у гміні Шцинава Любінського повіту Нижньосілезького воєводства.
Населення — 297 осіб (2011).
У 1975-1998 роках село належало до Легницького воєводства.

## Демографія
Демографічна структура станом на 31 березня 2011 року:
|          | Загалом | Допрацездатний вік | Працездатний вік | Постпрацездатний вік |
| -------- | ------- | ------------------ | ---------------- | -------------------- |
| Чоловіки | 136     | 22                 | 103              | 11                   |
| Жінки    | 161     | 30                 | 88               | 43                   |
| Разом    | 297     | 52                 | 191              | 54                   |